# N13 (Frankrijk)
De N13 of Route nationale 13 is een nationale weg in het westen van Frankrijk. De weg bestaat uit vier delen. Het eerste deel loopt van de Porte Maillot in Parijs naar de zakenwijk La Défense over een afstand van 2 kilometer. Het tweede deel loopt van de N186 in Le Port-Marly via Le Pecq naar de A14 in Chambourcy. Dit deel is 4 kilometer lang. Het derde deel verbindt de A13 bij Chaufour-lès-Bonnières via Pacy-sur-Eure met de stad Évreux over een lengte van 22 kilometer. Het laatste en met 128 kilometer ook het langste deel loopt van Caen naar Cherbourg-Octeville.
Het deel tussen Caen en Cherbourg-Octeville is onderdeel van de E46. Tussen Carentan en Cherbourg-Octeville is de weg daarnaast ook onderdeel van de E3.

## Geschiedenis
In 1811 liet Napoleon Bonaparte de Route impériale 14 aanleggen van Parijs naar Cherbourg. In 1824 werd de huidige N13 gecreëerd uit de oude route van de Route impériale 14. Deze weg liep van Parijs naar Cherbourg en het fort van Querqueville en was 348 kilometer lang.

### Declassificaties
Door de aanleg van de parallelle autosnelwegen A13 en A14 nam het belang van de N13 op verschillende plaatsen sterk af. Daarom zijn delen van de weg overgedragen aan de departementen. Deze delen hebben daardoor nummers van de departementale wegen. Al in 1973 werd het deel tussen Orgeval en Mantes-la-Jolie overgedragen. In 2006 volgden meer delen. De overgedragen delen van de N13 kregen de volgende nummers:
- Hauts-de-Seine: D913
- Yvelines: D113
- Eure: D613
- Calvados: D613

N1 · N2 · N3 · N4 · N5 · N6 · N7 · N9 · N10 · N11 · N12 · N13 · N14 · N15 · N17 · N19 · N19J · N20 · N21 · N22 · N24 · N25 · N27 · N28 · N31 · N33 · N34 · N36 · N37 · N41 · N42 · N43 · N44 · N47 · N49 · N51 · N52 · N57 · N58 · N59 · N61 · N61A · N65 · N66 · N67 · N70 · N77 · N79 · N80 · N82 · N83 · N85 · N86 · N87 · N88 · N89 · N90 · N94 · N98 · N100 · N102 · N104 · N105 · N106 · N109 · N112 · N113 · N116 · N118 · N118A · N118B · N122 · N123 · N124 · N125 · N126 · N129 · N134 · N135 · N136 · N137 · N138 · N141 · N142 · N145 · N147 · N149 · N150 · N151 · N154 · N157 · N158 · N159 · N162 · N164 · N165 · N166 · N171 · N174 · N175 · N176 · N182 · N184 · N186 · N186A · N186B · N188 · N191 · N192 · N201 · N202 · N205 · N209 · N216 · N221 · N224 · N225 · N227 · N230 · N237 · N244 · N248 · N249 · N250 · N254 · N265 · N274 · N282 · N296 · N301 · N303 · N306 · N314 · N315 · N316 · N320 · N324 · N330 · N337 · N338 · N346 · N353 · N356 · N363 · N385 · N388 · N401 · N406 · N410 · N416 · N425 · N431 · N440 · N441 · N444 · N446 · N449 · N481 · N486 · N488 · N489 · N520 · N524 · N532 · N537 · N542 · N543 · N568 · N569 · N572 · N580 · N814 · N844 · N1007 · N1012 · N1013 · N1014 · N1019 · N1021 · N1029 · N1031 · N1043 · N1050 · N1075 · N1083 · N1104 · N1113 · N1134 · N1135 · N1141 · N1154 · N1338 · N1547 · N1569 · N2028 · N2043 · N2057 · N2162 · N2249